# Замок Веезенштайн
Замок Везенштайн (нем. Schloss Weesenstein) — средневековый замок в немецкой общине Мюглицталь (селение Везенштайн) в федеральной земле Саксония. Замок возвышается на скале в долине реки Мюглитц, в 15 км от Дрездена.

## Название
Название замка предположительно произошло от старонемецкого слова Wese или Waise, обозначавшего одну из разновидностей кварца — ложный опал. До XVI века написание названия замка постоянно менялось — Weysinberg, Weisinsteyn, Wesinstein, Weysinstein, Weißenstein. С XVI по XVIII века в основном использовалось написание Wesenstein. С начала XIX века написание Weesenstein закрепилось окончательно. В 1850 году оно было внесено в государственный реестр.

## История

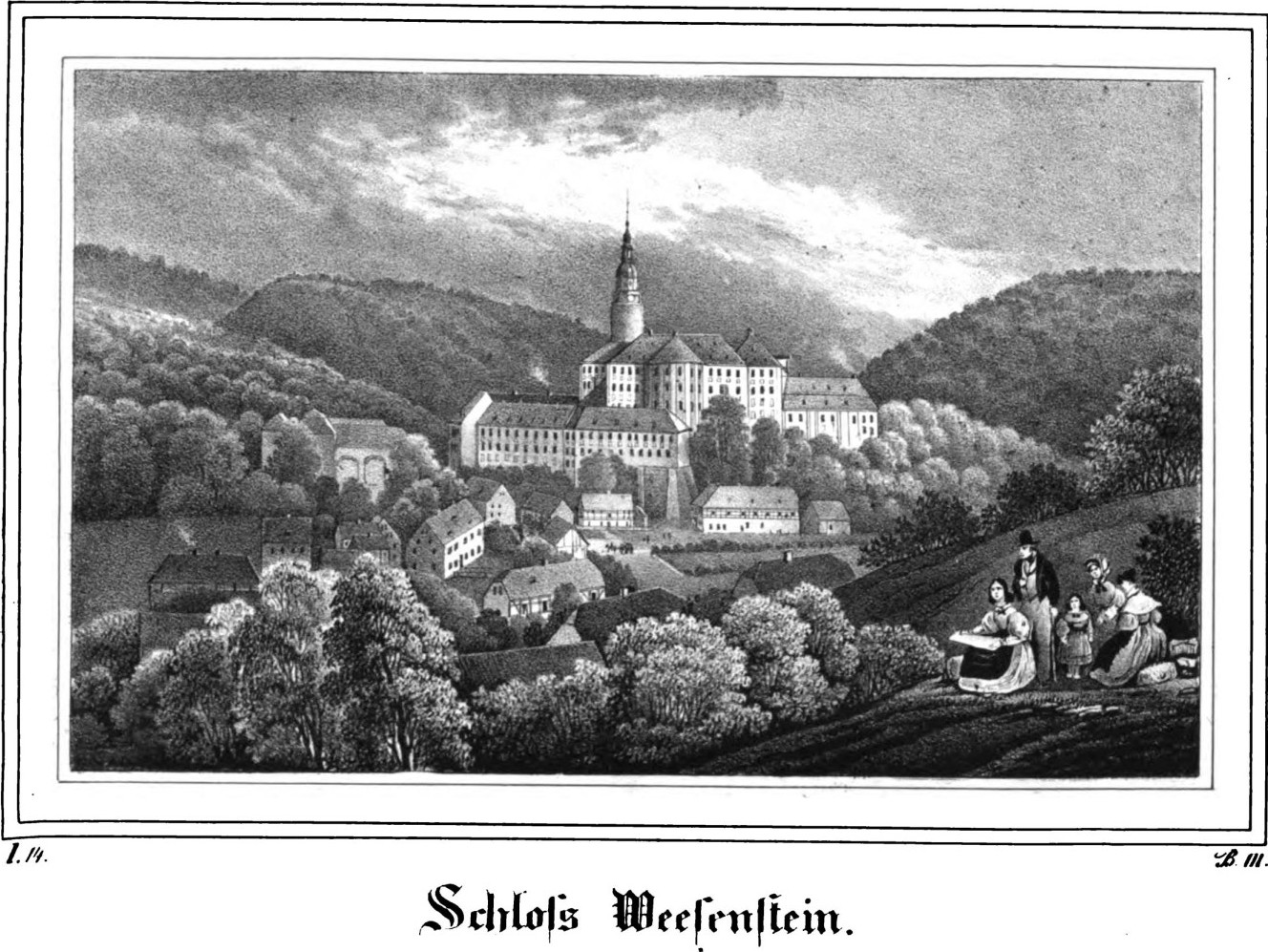
Замок в 1835 году

Предполагают, что замок и земли вокруг замка, включая город Рабенау, бургграф Отто фон Дона-старший получил как приданое после женитьбы на дочери бургграфа Майсена Майнхера III в 1275 году.

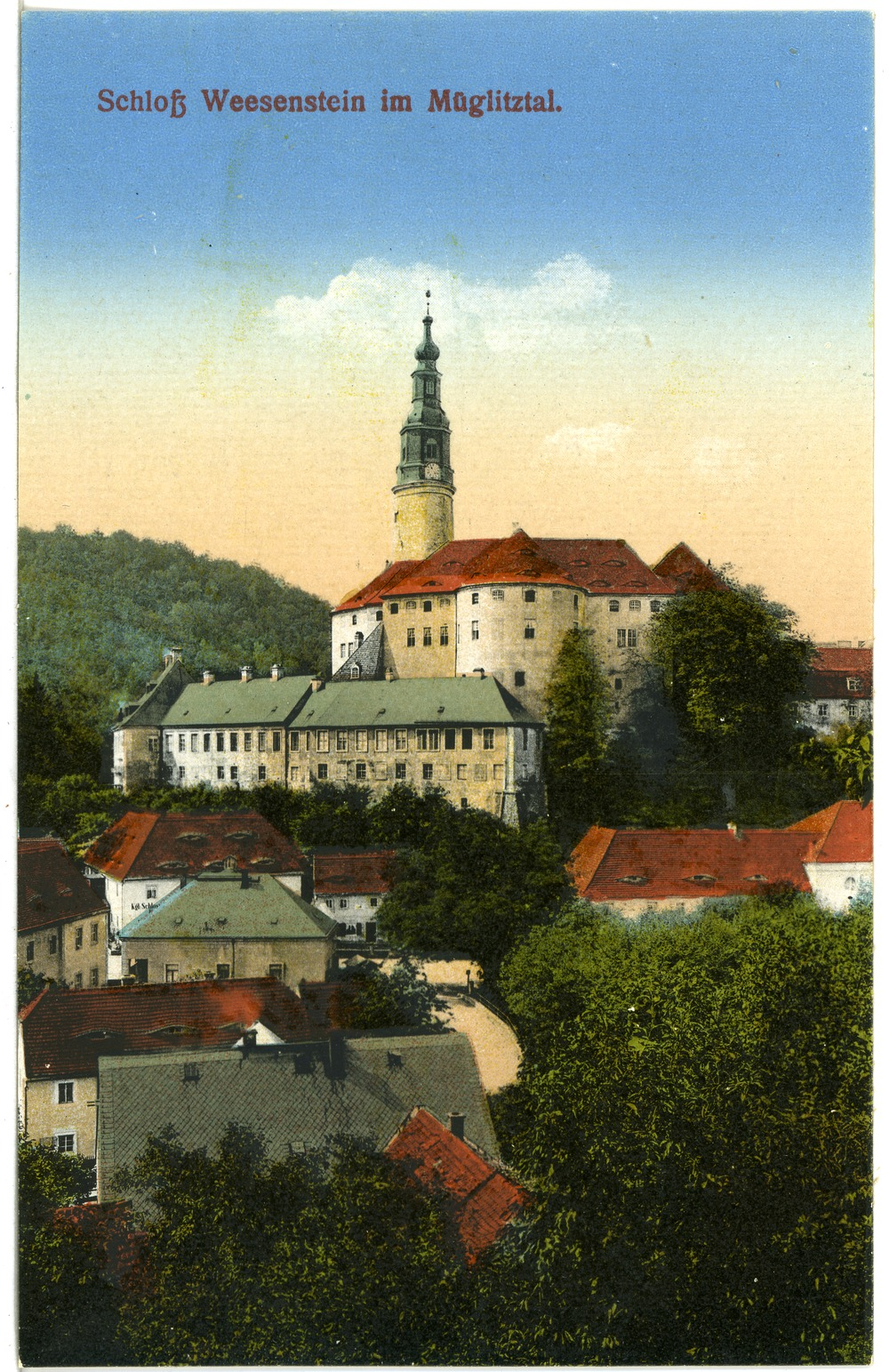
Замок в 1917 году

Теоретик искусств и архитектор Готфрид Земпер датирует строительство башни замка X веком, но документальных подтверждений этому нет. Вероятнее всего, Земпер привязал возможное время строительства к восточной экспансии короля Генриха I, когда последний начал активное строительство укрепительных сооружений в этом районе. Однако достоверно известно, что с XIII века дорога через Везенштайн стала основным торговым путем в Богемию. Именно тогда, скорее всего и были построены первые сооружения замка.
Первое задокументированное упоминание о замке встречается в письменном договоре между бургграфом Отто фон Дона и маркграфом Майсена Фридрихом Укушенным. Документ датирован 17 декабря 1318 года. В ходе междоусобной войны между бургграфством Дона и мейсенским маркграфством (1389—1402 года) замок был занят маркграфскими отрядами под командованием Гюнтера фон Бюнау и Отто Пфлуга, за что Гюнтеру фон Бюнау по окончании войны был пожалован замок. Везенштейн оставался во владении семьи фон Бюнау до 1772 года.
2 апреля 1504 года епископ Майсена Иоганн VI подписал разрешение на проведение церковных служб во замковой часовне. До 1517 года для этих целей приглашали священника из Доны. В 1517 году указом Папы Римского Льва Х в Везенштайне появился собственный капеллан.
Во время Тридцатилетней войны замок был разграблен шведской армией. Особенно тяжелым был 1639 год, когда шведы на протяжении нескольких месяцев опустошали окрестности Пирны.
В 1772 году замок переходит во владение семьи фон Уккерман. В 1775 году вспыхивает крестьянский бунт.
Замок сильно пострадал во время Семилетней и наполеоновских войн.
После восстановления замок стал центром культурной и светской жизни бургграфства, чем привлек внимание королевской саксонской семьи. В 1830 году король Саксонии Антон Добрый купил замок и в 1838 передал его своему племяннику, принцу Иоганну. Иоганн, ставший впоследствии королем Саксонии, часто приезжал в замок, чтобы поработать на переводом «Божественной комедии» Данте.
В 1870 году король Иоганн объединил церковные приходы Везенштайна и Доны в один приход, который использовал замковую церковь для богослужений и других официальных духовных мероприятий. У замка также появилось свое кладбище.
После Первой мировой войны замок был экспроприирован в пользу государства и в 1933 году передан в ведение Саксонского отдела охраны исторического достояния, который организовал в замке первый музей.
Во время Второй мировой войны в замок были эвакуированы около 450 000 музейных экспонатов из дрезденских музеев. Благодаря своевременной установке защитных конструкций, а также высокому профессионализму служащих Государственных художественных собраний Дрездена во время последней войны замок не пострадал.
После образования ГДР Саксонский отдел охраны исторического достояния был распущен. Замок перешёл под юрисдикцию земли Саксония, затем в ведение Государственных художественных собраний Дрездена и, наконец, общины Везенштайн.
С 1945 по 1950 год в замке было организовано общежитие для жителей Дрездена, потерявших жилье в результате бомбежки, а также для немецких беженцев из Польши и Чехии. Одним из беженцев был Вальтер Тиммлинг, художник, представитель художественного направления Новая вещественность. Около 40 его работ находятся сейчас в собрании музея замка Везенштайн.
Музей вновь открылся в 1952 году. Но только после объединения Германии замок получил достаточное финансирование для проведения полномасштабных ремонтно-восстановительных работ, которые были завершены весной 2015 года. В ходе работ были в том числе открыты и отреставрированы настенные росписи XV—XVI веков. В период с 1991 по 2015 год в замок было инвестировано около 27 миллионов евро.
Наводнение в августе 2002 года полностью разрушило замковый парк. Восстановительные работы длились пять лет и закончились весной 2007 года.

## История строительства

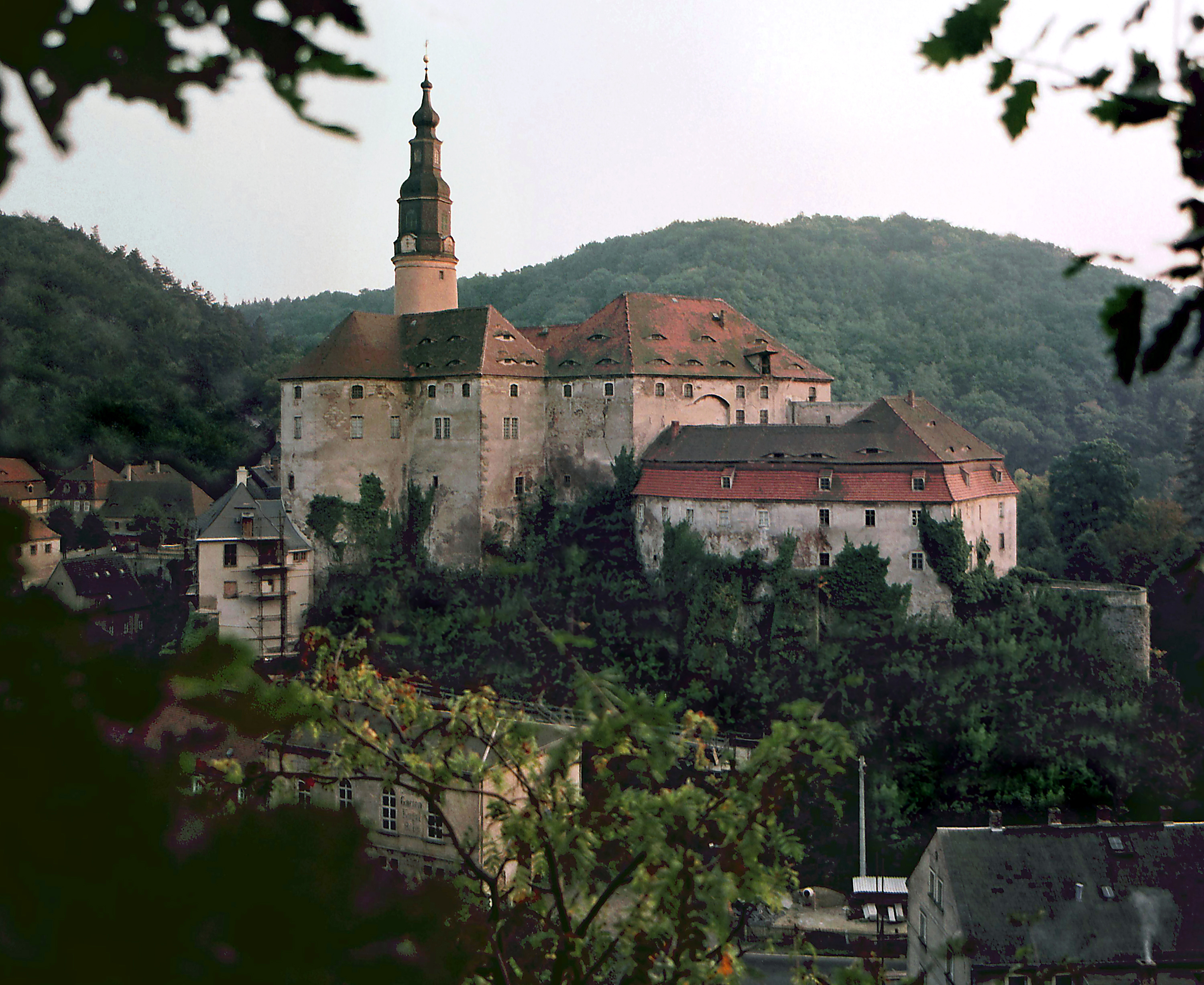
Замок в 1989 году

Замок представляет собой восьмиуровневое строение. Строился замок не снизу вверх, как обычно, а сверху вниз. Поэтому старые подвальные помещения находятся на пятом уровне, а конюшни — на четвёртом.
Башня относится к самой старой части замка. Предполагают, что она была построена в XII веке и изначально использовалась как дозорная башня для наблюдения за торговой дорогой. На картинах XVII века, расположенных на лестничных пролетах замка, можно видеть, что в то время башня была ниже. Позже башня была надстроена и расширена. В ней обустроили жилые и хозяйственные помещения: «Зал суда» или «Столовая бургграфов», кладовые, так называемые «Камеру пыток» и «Монаший переход». В XV—XVI веках владельцы замка Рудольф II и Генрих II фон Бюнау пристроили «Каменный зал» и «Бильярдный зал».
Строительство Рудольфом II фон Бюнау замковой часовни на шестом уровне в 1504 году закрыло внутренний двор с юго-западной стороны. В 1738 году часовня была разобрана и на её месте была построена новая замковая церковь, освященная 23 июля 1741 года. Долгое время авторство церкви приписывалось Георгию Бэру. Однако сегодня считается, что эскизы церкви были нарисованы одним из его учеников, Иоганном Георгом Шмидтом (1707—1774). Стоимость строительства составила 4177 талеров, 5 грошей и 5 пфеннигов.
В конце XVI — начале XVII веков на скале с южной и юго-восточной стороны замка была пристроена новая часть. На границе замкового парка в 1750 году был построен бельведер, от которого в настоящее время остался только фундамент.
Семья фон Уккерманн, вступив во владение замком, провела в нём капитальную реконструкцию. Был полностью обновлен парадный въезд. В 1781 году старый деревянный мост был заменен каменным. К замковому парку была добавлена вторая часть, оформленная в стиле барокко. В 1861 году обе парковые части были соединены мостом, построенным из песчаника; в южной части была установлена мраморная статуя римской богини Флоры работы скульптора Вольфа фон Хойера.
В XIX веке внутренние помещения замка неоднократно переделывались в соответствии с требованиями моды и новыми достижениями научно-технического прогресса. Однако в некоторых комнатах сохранились исторические обои: цветные золотые кожаные обои (около 1720 года), цветные бумажные обои с восточноазиатским декором и экзотическими птицами (около 1780 года) и обои с китайскими мотивами в Китайском салоне (около 1814 года).

## Замок сегодня
В настоящее время Замок Везенштайн находится в ведении предприятия Государственные дворцы, замки и сады Саксонии. Экспозиция музея рассказывает об истории и о быте обитателей замка. В 2011 году музей посетило 62 648 человек. В замке проводятся культурные мероприятия: концерты замкового хора, тематические специальные туры и театральные вечера. Помещения замка сдаются для проведения частных торжеств: свадьбы, корпоративные, гастрономические мероприятия.
Также замок славился своей пивоварней и пивом «Везенштайнер». Пивоварня была основана в середине XVI века, закрыта и переделана в королевскую кухню в 1863 году. В 1990-х годах благодаря найденному в архивах замка рецепту пива и энтузиасту-пивовару, местному жителю Ульриху Бетчу начались работы по возрождению пивоварни на историческом месте. В конце 2020 года из-за разногласий с руководством замка Ульрих Бетч был вынужден перенести производство пива в другое место. Будет ли замок в дальнейшем производить пиво «Везенштайнер» пока не известно.

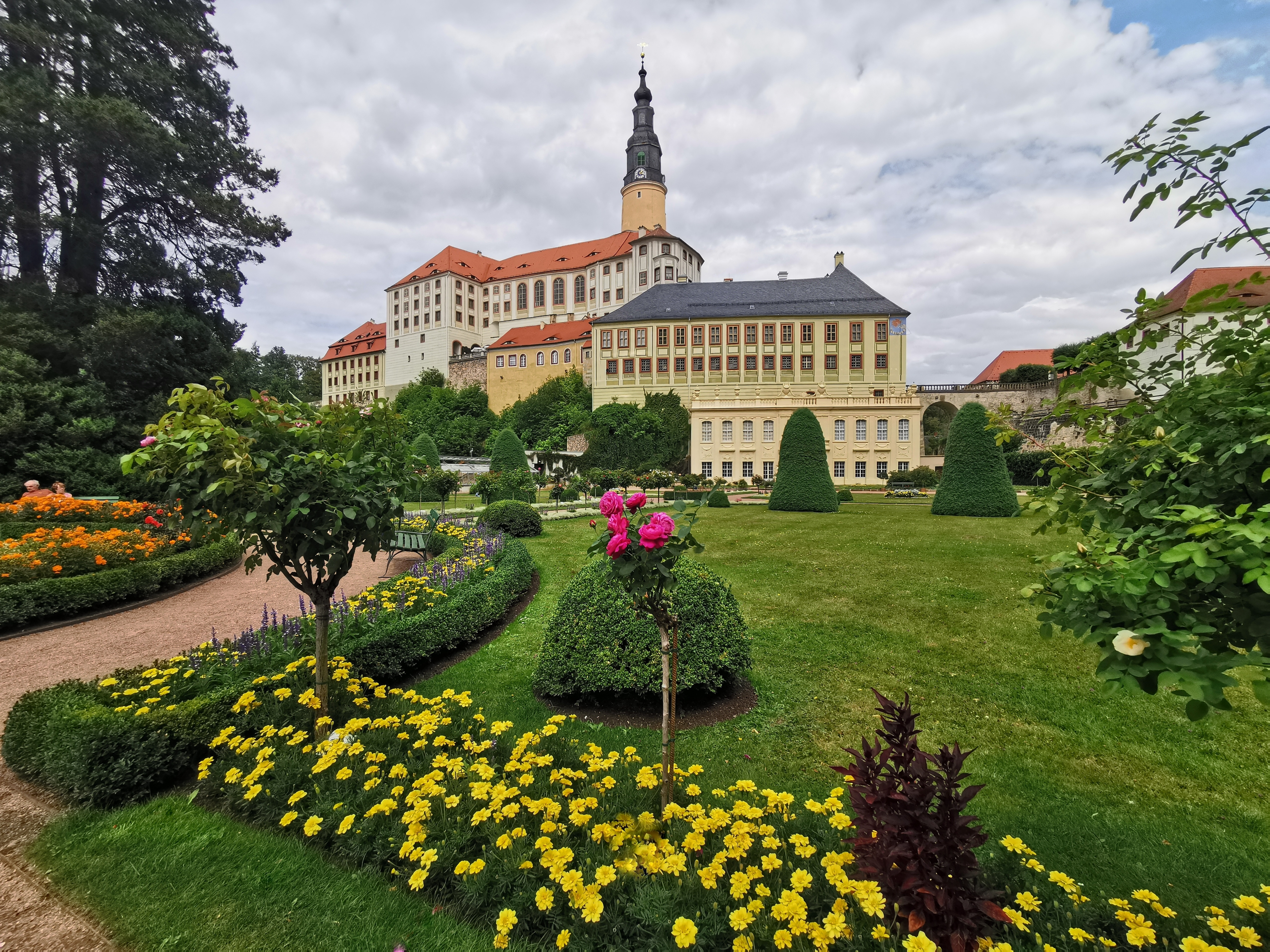
Парк перед замком
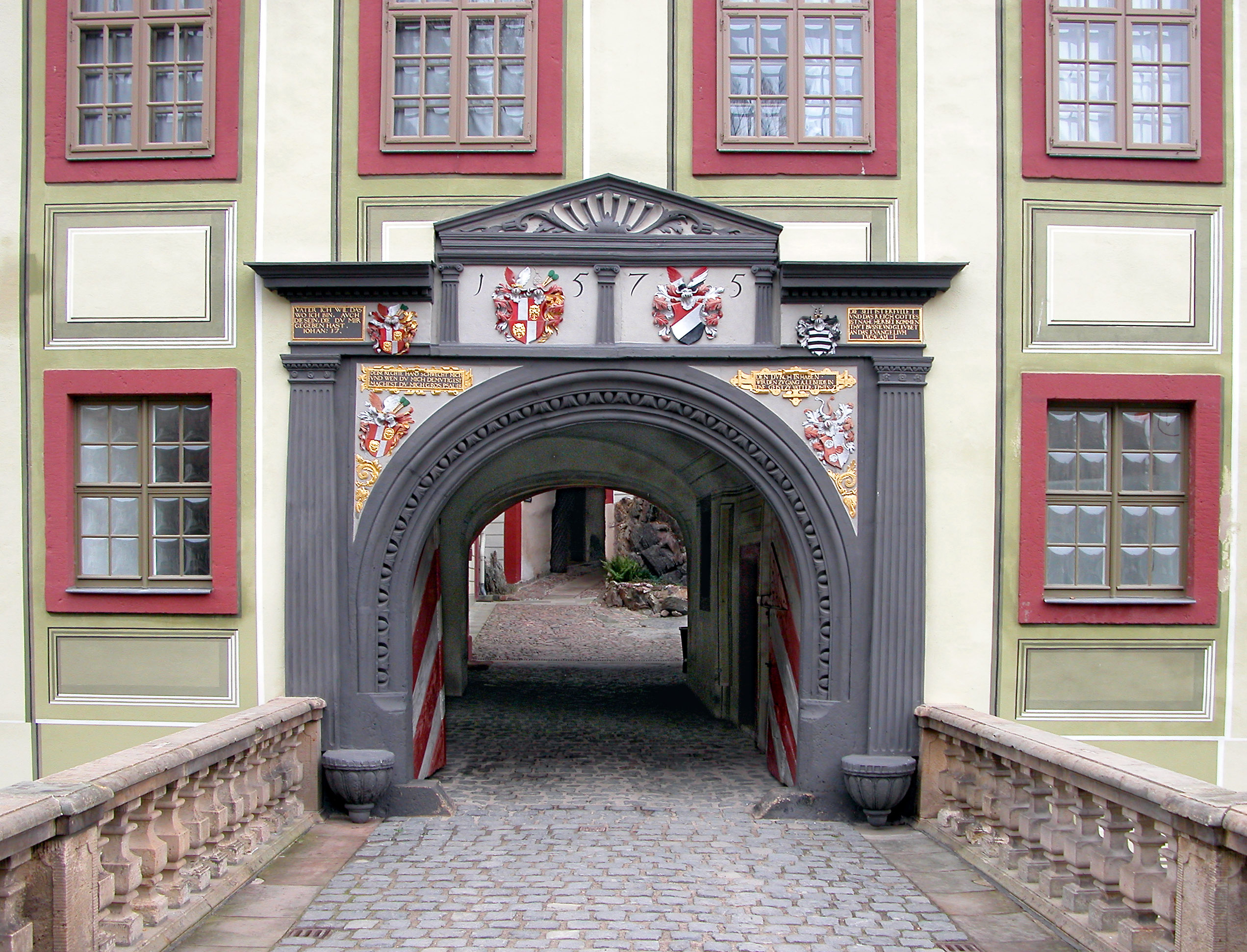
Въездные ворота XVI века
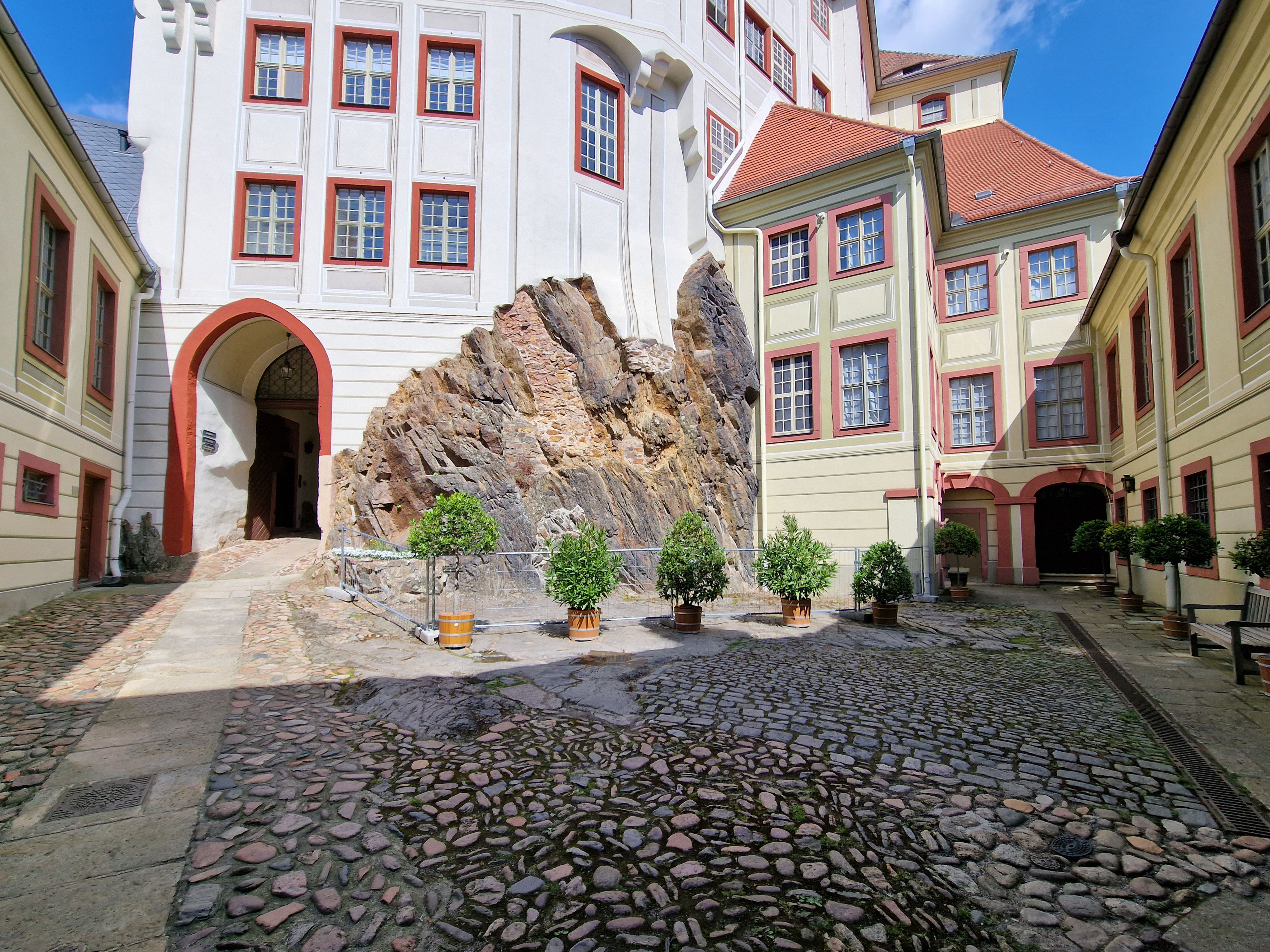
Один из внутренних дворов
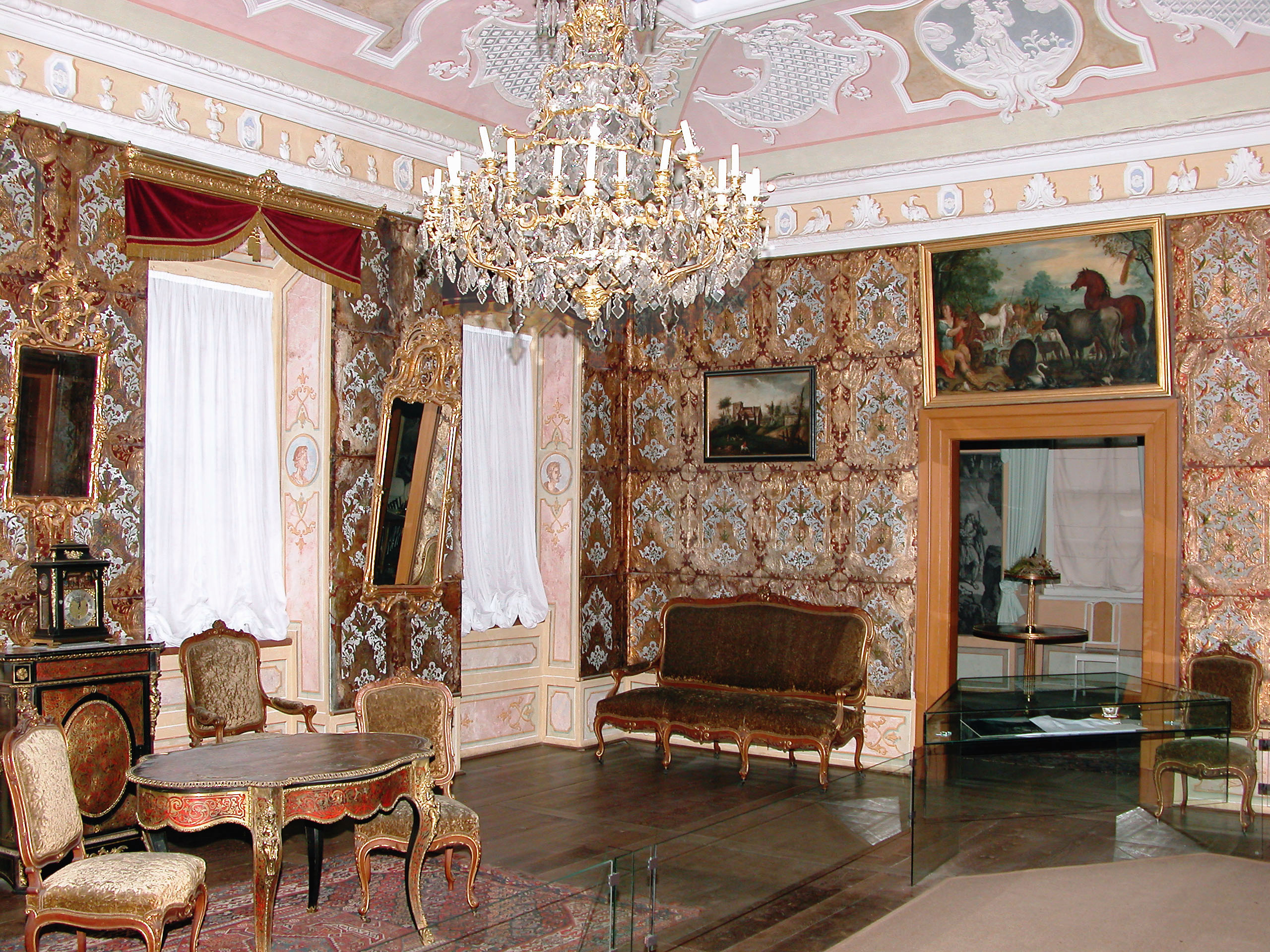
Бальный зал, обитый фламандскими кожаными обоями XVII века
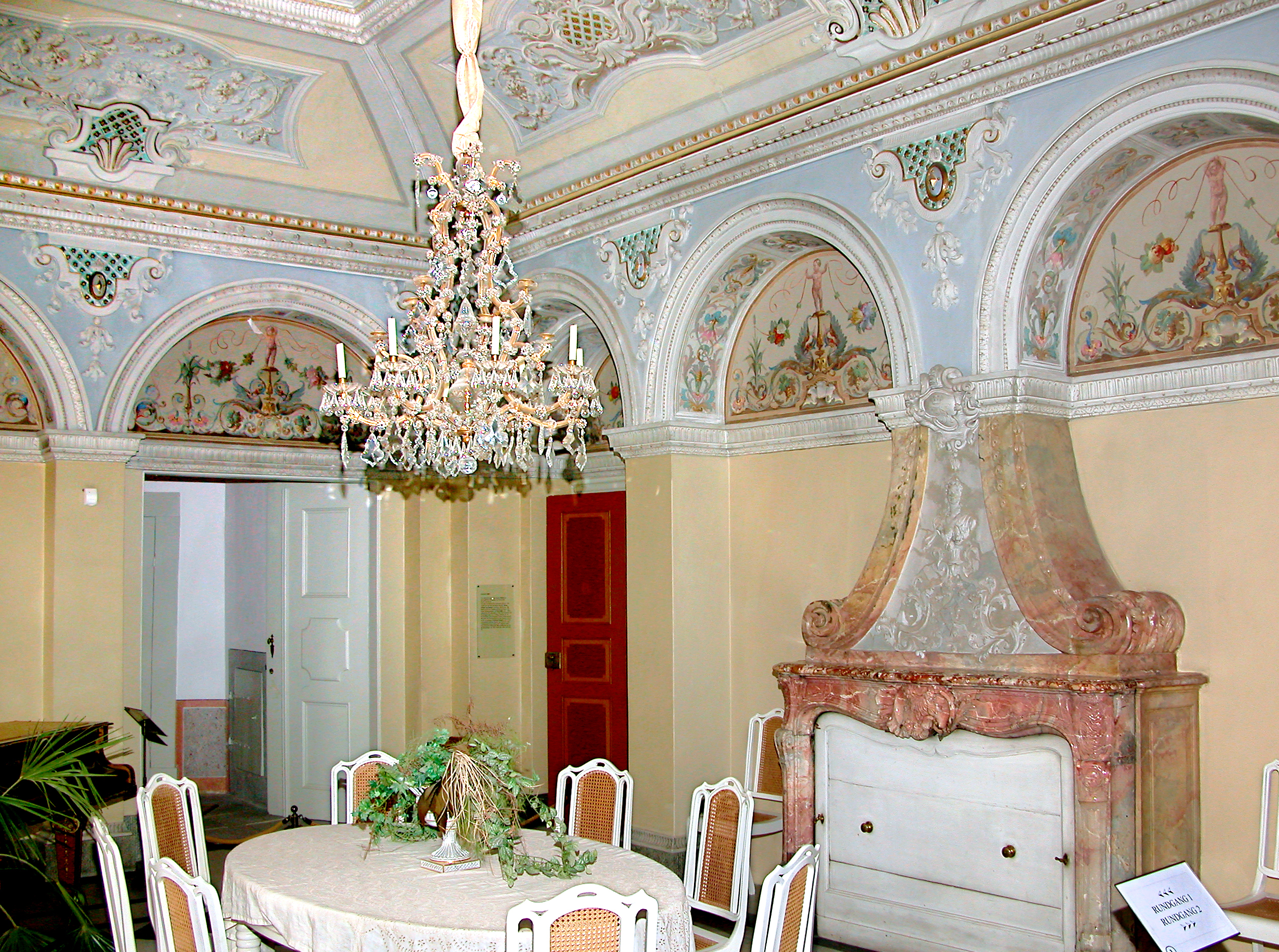
Столовая
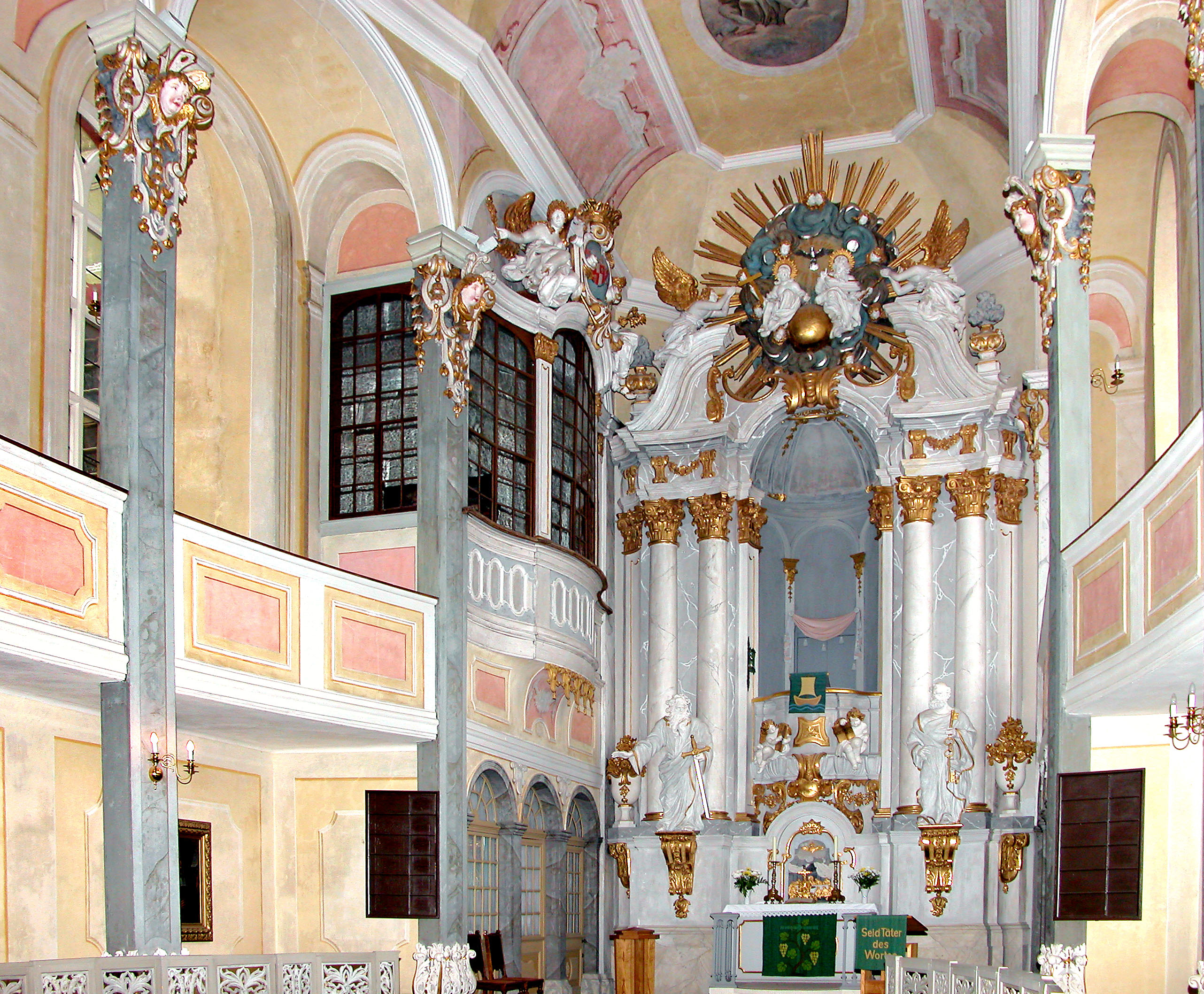
Замковая церковь, 1738-1741
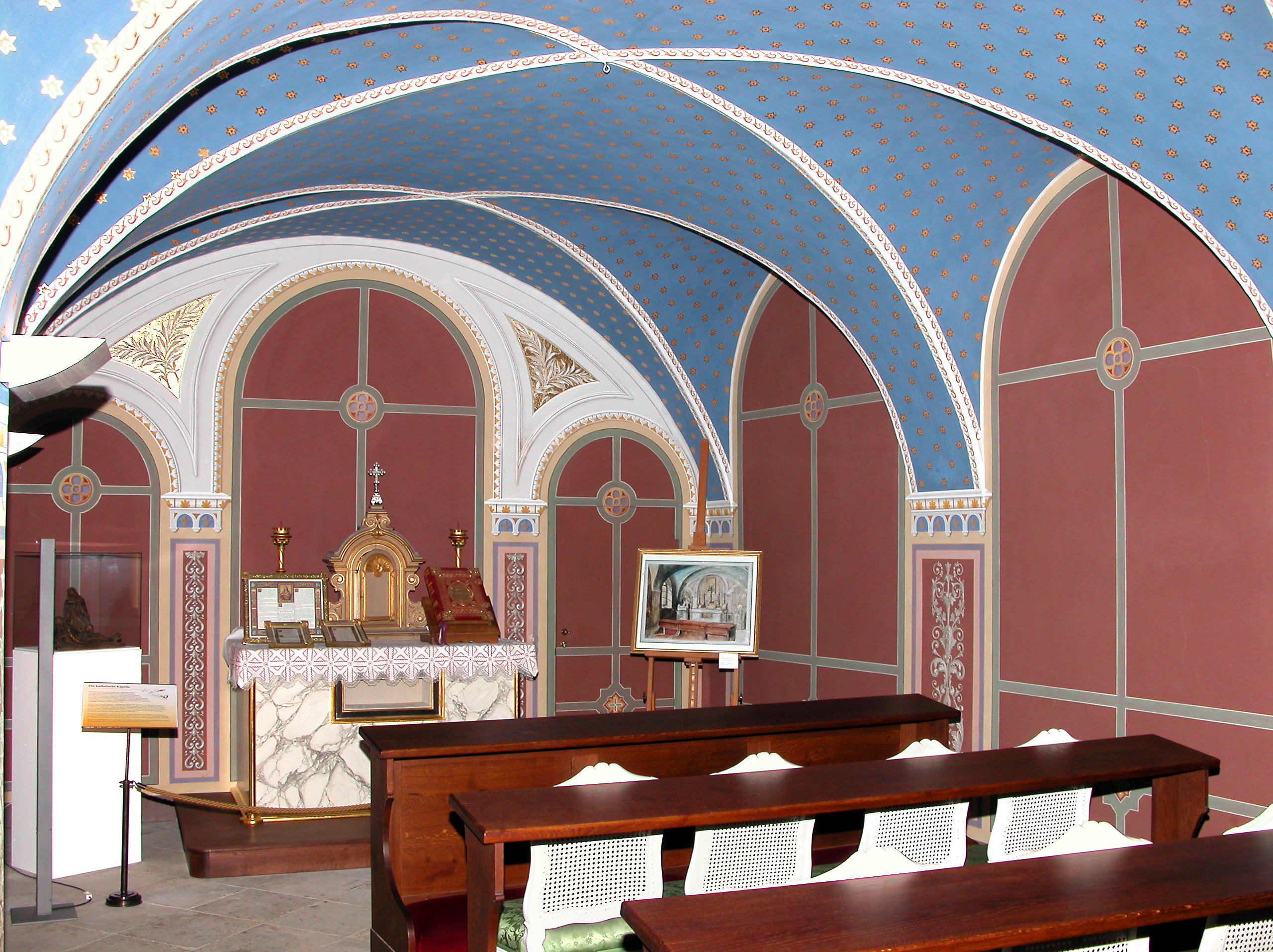
Католическая капелла, 1838